# Тхат Дам

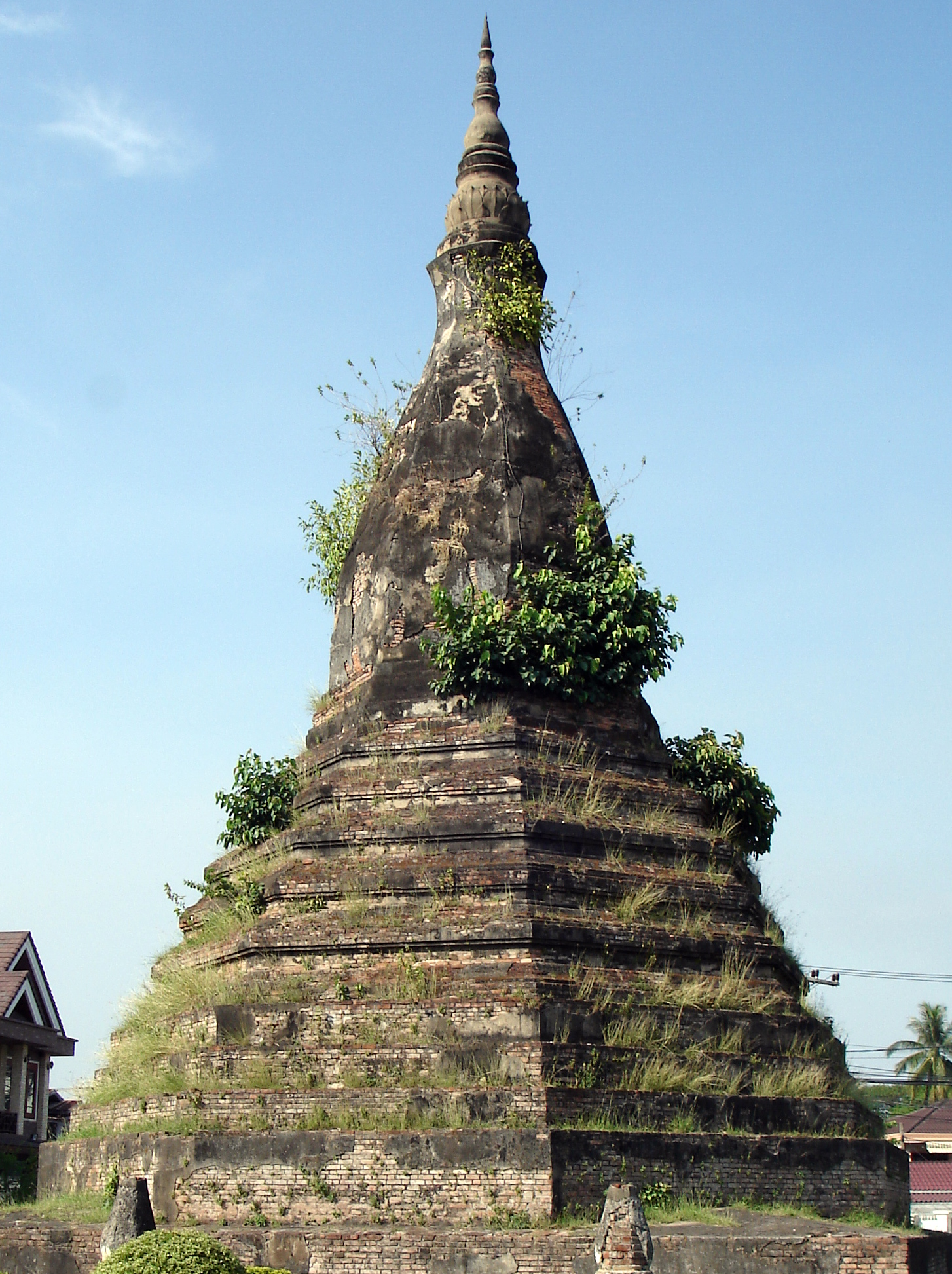
Тхат Дам, Вьентьян, Лаос

Тхат Дам или Чёрная ступа (лаос. ທາດດຳ) — большая буддийская ступа во Вьентьяне, Лаос.

## История
Изначально «Чёрная ступа» была покрыта золотом, как и многие другие ступы в странах, где распространен буддизм Тхеравады. Но во время войны с Сиамом в 1827 году завоеватели счистили со ступы всё золото, и с тех пор ступа из кирпича в самом центре Вьентьяна выглядит чёрной и заросла мхом.

## Мифология
Многие лаосцы верят, что ступа построена на входе в пещеру, где проживает семиголовый змей наг, который пытался защитить их от армии сиамцев, вторгшихся в 1827 году.